# Gournay-le-Guérin
Gournay-le-Guérin – miejscowość i gmina we Francji, w regionie Normandia, w departamencie Eure.
Według danych na rok 1990 gminę zamieszkiwało 136 osób, a gęstość zaludnienia wynosiła 11 osób/km² (wśród 1421 gmin Górnej Normandii Gournay-le-Guérin plasuje się na 763. miejscu pod względem liczby ludności, natomiast pod względem powierzchni na miejscu 229).